# Prostitución en Laos

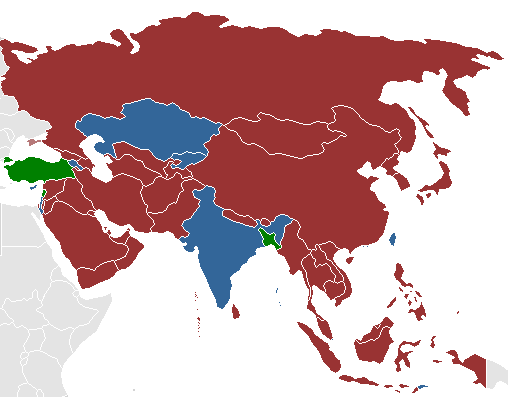
Mapa con la situación jurídica de la prostitución en Asia.

La prostitución en Laos está considerada como una actividad criminal y puede ser castigada de forma severa. Su práctica es mucho menor que la de su país vecino, Tailandia. La prostitución se realiza principalmente en los bares y clubes de la ciudad, aunque también se ha llevado a cabo la prostitución callejera. La visibilidad de la prostitución en el país, difiere de su ilegalidad. El Programa Conjunto de las Naciones Unidas sobre el VIH/SIDA estima que hay 13 400 prostitutas en el país.
La mayorías de las prostitutas provienes de familias rurales pobres y de minorías étnicas del país. Además de estas, hay muchas prostitutas que provienen de China y Vietnam, mientras que algunas mujeres viajan hacia Tailandia, para ser trabajadoras sexuales. Laos ha sido identificado como país de origen para mujeres y niñas que son traficadas para su explotación sexual y comercia en Tailandia.

## Historia
El establecimiento del Protectorado francés de Laos en 1893, dio resultado en la llegada de funcionarios franceses que tomaban "esposas locales" mientras estaban en el país. La prostitución aumentó durante la primera guerra de Indochina y la guerra de Vietnam, a raíz de la presencia de tropas extranjeras en Laos. En aquel entonces, las prostitutas provenían desde Tailandia a trabajar en los bares y clubes nocturnos en la capital del país, Vientián. Durante las décadas de 1960 y 1970, la participación del país en la guerra de Vietnam llevó a Vientián a convertirse en un centro famosos de burdeles y show de barras de ping pong. Ya desde comienzos de las décadas de 1950, la prostitución era rechazada por el gobierno laosiano como un mal social. Cuándo se estableció la República Democrática Popular de Laos fue establecida en 1975, la prostitución fue penalizada. Los burdeles fueron prohibidos por ley y desaparecieron del país. Las prostitutas fueron inicialmente internadas en campos de rehabilitación llamados don nang ("la isla de las mujeres"), aunque esta práctica fue posteriormente interrumpida.  En la década de 1990, el turismo y los clubes nocturnos regresaron al país y con ellos, la prostitución volvió a ser evidente.

## Razones de la prostitución
La pobreza en Laos ha sido una de las principales causas del incremento de la prostitución en el país, en la que muchas trabajadoras sexuales se han mostrado atraídas por la industria sexual de la vecina Tailandia. En 2011, las cambiantes condiciones socioeconómicas en las zonas rurales de Laos, dio como resultado a que las mujeres de la minoría étnica khmu fueran predominantes en el extremo inferior de la industria sexual. Una investigación realizada en 2012, indicó que las trabajadoras sexuales consideraban la profesión como "una fácil y buena fuente de ingresos, en comparación con otros trabajos". También dijeron que tenía la ventaja de ser "adecuado para una persona con bajo nivel educativo, ya que trabajar en un bar no requiere una formación formal u habilidades, y se aprende rápidamente."

## Lugares donde se realiza la prostitución
Los burdeles están prohibidos por la ley laosiana. Las trabajadoras en Laos, suelen ser anfitrionas en sitios de entretenimiento, como bares de cerveza, "tiendas de bebidas", bares de karaoke, cabarets, casas de huéspedes y restaurantes. Ellas sirven cerveza y bocadillos, ofrecen conversación y ofrecen servicios sexuales. A veces los proxenetas trabajan para atraer clientes. Los servicios sexuales se brindan en casas de huéspedes, hoteles o en la habitación del cliente, que suelen estar vinculados con lugares de entretenimiento. De otra forma, ellos tienden a realizarse en lugares remotos. La Zona Económica Especial del Triángulo Dorado en la provincia de Bokeo ha sido apodada como ''la meca del juego, la prostitución y el comercio ilícito".

## VIH/SIDA
En 2004, ese reportó que entre el 0,8 % y 4,2 % de las trabajadoras sexuales femeninas fueron infectadas de VIH/SIDA. En 2015, el VIH prevalece en 0,2 % de toda la población laosiana, con 1096 nuevas infecciones, y 128 muertes relacionadas con ella.